# スマホを落としただけなのに
『スマホを落としただけなのに』（スマホをおとしただけなのに）は、志駕晃による日本の推理小説シリーズ。既刊4巻。宝島社文庫「『このミステリーがすごい!』大賞シリーズ」よりシリーズ第1弾『スマホを落としただけなのに』が2017年4月20日に、第2弾『スマホを落としただけなのに 囚われの殺人鬼』が2018年11月6日に、第3弾『スマホを落としただけなのに 戦慄するメガロポリス』が2020年1月9日に刊行された。
2024年8月4日に第4弾『スマホを落としただけなのに 連続殺人鬼の誕生』が刊行された。

## 概要
2016年の第15回『このミステリーがすごい!』大賞で最終候補に残るも落選。しかし隠し玉（編集部推薦）として、加筆修正を加えた後に2017年4月に宝島社文庫「『このミステリーがすごい!』大賞シリーズ」より「隠し玉」シリーズとして刊行された。
2018年には映画版が公開された。
続編となるシリーズ第2弾『スマホを落としただけなのに 囚われの殺人鬼』が2018年11月6日に、シリーズ第3弾『スマホを落としただけなのに 戦慄するメガロポリス』が2020年1月9日に、それぞれ発売となった。2024年8月4日にシリーズ第4弾『スマホを落としただけなのに 連続殺人鬼の誕生』が発売。シリーズ累計100万部を突破している。
2020年2月21日に、シリーズ第2弾を原作とする映画版が公開された。
2023年2月17日に、韓国でNetflixオリジナルとしてリメイクされた映画版が配信。

## あらすじ
男はある日タクシーで拾ったスマートフォンの着信で、稲葉麻美と会話をする。待ち受け画像の麻美は美しい様相で、男は麻美に興味を持つ。麻美はスマホをなくした恋人の富田誠の代わりに、スマホを返してもらうべく男と自由が丘で待ち合わせをするが、男は現れずにスマホだけが返ってくる。
そのころ神奈川県丹沢山付近の山中で、動物に掘られた土の中から、若い女性の白骨死体が発見される。刑事の毒島徹は殺人事件として捜査を始める。
三者の物語が同時進行で進む中、次第に狂気に満ちた惨劇へと発展していく。

## 登場人物
物語は男、麻美、刑事二人の三者の視点で展開され、A、B、Cとそれぞれの視点でパートが分かれている。

### 主人公
男（おとこ）
Aパートの主人公。作中では見た目や様相について語られておらず、年齢も不詳で、ただ「男」と呼ばれている。幼少の頃に母からネグレクトをされたことが性格に影響を与えた。
たまたまタクシーで麻美の恋人のスマホを拾ったことで、待ち受け画面に映っていた麻美に興味を持つようになる。
実は連続殺人犯である。黒髪のストレートヘアの女性に異常な執着を持ち、家族と疎遠になっている女性をターゲットに犯行を重ねてきた。
稲葉 麻美（いなば あさみ）
Bパートの主人公。祐天寺駅周辺に住む派遣社員。黒髪のストレートヘアで、誰もが認める美女。
30歳となり結婚に焦りを感じている。現在は富田と付き合ってるが、富田の杜撰で馬鹿な性格に振り回されている。
富田のスマホを探すために電話を掛けたことが発端となり、「男」に狙われることになる。同時期にFacebookも本格的に始め、友達申請も慎重に選んでいたが、「男」の巧妙な罠に引っかかっていく。
毒島 徹（ぶすじま とおる）
Cパートの主人公。神奈川県警捜査一課の警部補。中年のメタボ体型で、運動は苦手。
神奈川県丹沢山地で動物によって掘り起こされた白骨死体を捜査する。土砂が崩れて新たに白骨死体が見つかり、連続殺人であることと少なくとも10人近く死体が埋まっているのではないかと推理する。

### その他
加賀谷 学（かがや まなぶ）
神奈川県警捜査一課の巡査部長。
若く体力もあり、毒島をサポートする。
映画版ではサイバー犯罪に詳しいなど、『囚われの殺人鬼』の桐野に近いキャラクターになっている。
富田 誠（とみた まこと）
麻美の恋人で、タクシーでスマホを落とした張本人。にやついた表情をしており、軽薄な性格。麻美より年上ながら杜撰で、自分のスマホを探すのを全て麻美に任せていた。
スマホにもしもの時のためにパソコンで場所が確認できるように追跡アプリを入れていたにもかかわらず、それを使うことを考えもしなかったため、麻美から「真正の馬鹿」とあきれられる。しかもそのアプリのせいで、「男」に麻美の住所がばれてしまう。またスマホの待受画面に麻美の写真を使用していた事で麻美が「男」に狙われるきっかけを作ってしまった。
武井 雄哉（たけい ゆうや）
一流企業に勤めるエリート会社員。容姿端麗で整った顔立ちをしている。麻美の大学の先輩であり、麻美と付き合っていた過去がある。無類の女好き。Facebookを通じて麻美と再会する。
小柳 守（こやなぎ まもる）
かつて麻美の派遣を担当していた会社員で、現在は富田と同じ会社で勤務している。求愛メールを何度も麻美に送信し、次第に個人情報を晒すといった脅迫行為を行うようになる。
浦野 善治（うらの よしはる）
セキュリティ会社に勤める男性。銀縁のメガネにワイシャツにネクタイという服装をしている。次第にエスカレートしていく麻美への度重なる脅迫行為やFacebookの乗っ取りによって追い詰められていく中で、富田による仲介により、「男」と対峙していく。
宮本 まゆ（みやもと まゆ）
連続殺人事件の最初の犠牲者。長くて綺麗な黒髪の持ち主。風俗店に勤務しており、ネグレクトのトラウマから「男」を解放して唯一「ママ」と呼ばせるほどの仲へとなったが、あくまで営業意識でやっていた。
金がなくなった「男」をぞんざいに扱ったことで監禁、拷問の末に殺害される。
池上 聡子（いけがみ さとこ）
連続殺人事件の被害者の1人。長くて綺麗な黒髪の持ち主。北海道から上京してきた後、池袋の風俗店で働いていた。
彼女の母親が、仕送りと留守電を根拠に娘は生きていると主張し、捜査は暗礁に乗り上げる。
山本 美奈代（やまもと みなよ）
かつての麻美のルームメイト。茶髪のギャル。
5年前に自殺しており、物語当時は故人である。過去に何か秘密があるらしい。
加奈子（かなこ）
麻美の友人。麻美にSNSを教えた。Facebookがきっかけで東大卒エリートの男性とデートをした。彼がアスペルガー障害で、モラルのないことでも平気で口に出してきたが、そんな欠点を理解しながら交際する。
山田 宏（やまだ ひろし）
関東テレビで勤務する男性。富田の大学時代の同期。作中、名前のみ登場。Facebookの成りすましによって「男」の仲介でコンサートチケットを根回しする。

## 漫画
このマンガがすごい! WEB（宝島社）にて2018年2月2日より開始され12話まで、その後はLINEマンガ（LINE Digital Frontier）に移籍して連載。コミックスは、宝島社から全1巻刊行されたものがLINE Digital Frontierで新装版として1 - 3巻になり（3巻には13話も収録）、全7巻で完結。
- 志駕晃（原作）・嶋田ひろあき（漫画）『スマホを落としただけなのに』宝島社〈このマンガがすごい!Comics〉、全1巻
  - 2018年04月13日発売、ISBN 978-4-8002-8369-6
- 志駕晃（原作）・嶋田ひろあき（漫画）『スマホを落としただけなのに』LINEコミックス〈LINE Digital Frontier〉、全7巻
  1. 2020年01月15日発売、ISBN 978-4-86697-010-3
  2. 2020年01月15日発売、ISBN 978-4-86697-011-0
  3. 2020年01月15日発売、ISBN 978-4-86697-012-7
  4. 2020年02月15日発売、ISBN 978-4-86697-025-7
  5. 2020年10月15日発売、ISBN 978-4-86697-102-5
  6. 2021年02月15日発売、ISBN 978-4-86697-147-6
  7. 2021年06月15日発売、ISBN 978-4-86697-185-8

## 映画
2018年11月2日公開。監督は中田秀夫、主演は北川景子。全国315スクリーンで公開され、11月3日と同月4日の2日間で動員16万9000人、興収2億3400万円になり、映画観客動員ランキング（興行通信社調べ）で初登場第2位となり、さらに公開から3週間で累計動員107万人、興行収入14億7193万を記録した。
原作小説及び韓国映画版では三者視点で展開されるが本作では麻美の視点を中心に展開されており、男も毒島も脇役になっている。

### キャスト（映画）
- 稲葉麻美：北川景子[10]
- 加賀谷学：千葉雄大[10]
- 小柳守：バカリズム[10]
- 武井雄哉：要潤[10]
- 杉本加奈子：高橋メアリージュン[10]
- 大野俊也：酒井健太（アルコ&ピース）[10]
- 天城千尋：筧美和子[10]
- 毒島徹：原田泰造[10]
- 山本美奈代：桜井ユキ[11]
- 北村匠海[11]
- 宮本まゆ：松山愛里
- 池上聡子：岩井堂聖子
- 浦野善治：成田凌[10]
- 富田誠：田中圭[10]

### スタッフ（映画）
- 原作：志駕晃『スマホを落としただけなのに』（宝島社文庫刊）
- 監督：中田秀夫
- 脚本：大石哲也[11]
- 音楽：大間々昂、兼松衆[11]
- 主題歌：ポルカドットスティングレイ「ヒミツ」（UNIVERSAL SIGMA）[12]
- 企画プロデュース：平野隆[11]
- 製作委員会統括：横井仁、市川南、中野伸二、下田淳行、赤星哲、三宅容介、牧田英之、髙橋誠、田中祐介、岩熊正道、吉野達也、安部順一、小玉満
- プロデューサー：刀根鉄太、下田淳行、辻本珠子[11]
- 共同プロデューサー：星野秀樹、水木雄太[11]
- ラインプロデューサー - 及川義幸[11]
- 撮影：月永雄太[11]
- 照明：藤井勇[11]
- 録音：室薗剛[11]
- 美術：磯見俊裕、塚本周作[11]
- 装飾：平井浩一[11]
- 編集：青野直子[11]
- VFXスーパーバイザー：立石勝[11]
- スクリプター：吉田久美子[11]
- 衣装：宮本茉莉[11]
- ヘアメイク：外丸愛[11]
- 助監督：佐伯竜一[11]
- 制作担当：高瀬大樹、松下博昭[11]
- キャスティング：神林理央子
- タイトルデザイン：赤松陽構造
- 音響効果：岡瀬晶彦（J.S.A.）
- 宣伝プロデューサー：森田道広、荒尾健一
- 配給：東宝[11]
- 制作プロダクション：ツインズジャパン
- 製作幹事：TBSテレビ
- 製作：映画「スマホを落としただけなのに」製作委員会（TBSテレビ、東宝、毎日放送、ツインズジャパン、CBCテレビ、ポニーキャニオン、ニッポン放送、KDDI、GYAO、RKB毎日放送、TBSラジオ、読売新聞社、北海道放送）

### 受賞歴
- 第42回日本アカデミー賞[13]
  - 新人俳優賞 - 成田凌

### テレビ放送
| 回 | 放送日       | 放送時間（JST）   | 放送局 | 放送枠   | 視聴率 | 備考                                          |
| -- | ------------ | ----------------- | ------ | -------- | ------ | --------------------------------------------- |
| 1  | 2020年1月6日 | 月曜21:00 - 22:57 | TBS    | （なし） | 6.2%   | 地上波初放送 劇場未公開映像を加えた特別編集版 |

## 韓国版映画
韓国でNetflixオリジナルとしてリメイクされ、2023年2月17日より配信された。
- 韓国版では原作小説の展開に沿って描かれており、犯人である「男」被害者である「麻美（ナミ）」刑事の「毒島（キム）」の三人視点で物語が同時進行に展開されていく。

### キャスト（韓国版映画）
括弧内は日本語吹替のキャストである。
- チョン・ウヒ：ナミ（田辺留依） - 原作の麻美に相当するが、韓国版では彼女がスマホを落とす。
- イム・シワン：ジュンヨン（河本啓佑） - 原作の男に相当。原作小説および日本版では見た目を隠していたが、本作では登場時から顔を明かしており、次第に身元が判明していく展開となる。
- キム・ヒウォン：ジマン（坂詰貴之） - 刑事でジュンヨンの父親。原作の毒島に相当するが、設定が異なる。
- キム・イェウォン：ウンジュ（佐野愛）
- キム・イェウォン：ジョンホ（斉藤隼一）
- パク・ホサン：スンウ（青木強）
- チョン・ジノ
- 課長（後藤光祐）
- オ社長（小若和郁那）
- ジェヨン（木村涼香）
- ジョンミ（いしかわひとみ）
- 男性警官③（岩河拓吾）
- ウンミ（由野ロビン）

### スタッフ（韓国版映画）
- 原作：志駕晃『スマホを落としただけなのに』（宝島社文庫刊）
- 監督・脚本：キム・テジュン

日本語吹替版の制作スタッフは以下の通りである。
- 演出：吉田啓介
- 翻訳：朴理恵
- 調整：東田直子
- 録音：水村真衣
- 制作：グロービジョン

## オーディオブック
2018年10月、オトバンクとニッポン放送プロジェクトによりオーディオブック化され、audiobook.jpおよびGoogle Playにおいて配信された。再生時間は約10時間。

### キャスト（オーディオブック）
- 神谷浩史
- 津田美波
- 菅沼久義
- ボルケーノ太田
- 赤羽根健治
- 野島健児
- 伊藤かな恵
- 谷昌樹
- 西脇保
- 深川和征
- 山盛由果
- 朗読：金本涼輔、半田裕典、香里有佐

## ラジオドラマ
2018年12月、原作者の志駕の所属会社であるニッポン放送にて特別番組として放送された。オーディオブック版を志駕が2時間弱に再構成したものである。志駕がドラマのプロデューサーも兼ねた。

### 放送時間
- 金曜：21時00分 - 21時50分 - 2018年12月14日（前半）
- 土曜：20時30分 - 21時30分 - 2018年12月15日（後半）

### ネット局
地方局でも順次放送する予定。また、地域によっては前半と後半をまとめて放送するところもあった。

## 朗読劇
「ニッポン朗読アカデミー」のスピンオフ企画・朗読劇の第5回公演。正岡謙一郎脚本、菅沼尚宏演出、人気声優陣とスピンオフ企画・朗読劇の前回のトライアル公演から引き続きの若手人気声優の出演により、2019年1月29日から2月3日まで銀座博品館劇場にて上演された。後日、第2巻『囚われの殺人鬼』、第3巻『戦慄するメガロポリス』も同企画で朗読劇化されている。

### キャスト（朗読劇）
日にちごとにキャストの組み合わせが決まっており、同じ俳優が違う日時に同役や違う役を演じることもあった。
|                      | 1月29日                | 1月30日    | 1月31日    | 2月1日                 | 2月2日     | 2月3日   |
| -------------------- | ---------------------- | ---------- | ---------- | ---------------------- | ---------- | -------- |
| 稲葉麻美             | 田中美海               | 茜屋日海夏 | 上田麗奈   | 田中あいみ             | 南早紀     | 高木美佑 |
| 男                   | ランズベリー・アーサー | 米内佑希   | 駒田航     | 神尾晋一郎             | 中島ヨシキ | 伊東健人 |
| 富田誠               | 伊東健人               | 中島ヨシキ | 神尾晋一郎 | ランズベリー・アーサー | 米内佑希   | 駒田航   |
| 毒島徹               | 植木慎英               | 馬場惇平   | 土田玲央   | 馬場惇平               | 植木慎英   | 土田玲央 |
| 加賀谷真美子＆加奈子 | 射場美波               | 古賀葵     | 南早紀     | 射場美波               | 田中あいみ | 古賀葵   |

## 舞台
2020年3月20日から4月5日にかけて東京の紀伊國屋サザンシアターTAKASHIMAYAにて全24公演が行われる予定であったが、新型コロナウイルス感染拡大の影響で3月28日以降は休演となった。4月18日と19日に大阪の松下IMPホールにて全3公演が行われる予定だったが、緊急事態宣言及びまん延防止等重点措置を受けて大阪公演は中止となった。主演はふぉ〜ゆ〜の辰巳雄大と浜中文一。
メインキャストはそのままで、2021年6月4日から6日にかけて大阪の松下IMPホール、2021年6月9日から14日にかけて東京の日本青年館ホールにて全14公演が行われる予定だったが、新型コロナウイルス感染拡大の影響で大阪公演は中止となった（東京公演は行われた）。

### キャスト（舞台）
- 加賀谷学：辰巳雄大（ふぉ〜ゆ〜）[22][24]
- 浦野善治：浜中文一[22][24]
- 稲葉麻美：早川聖来（乃木坂46）[22][24]
- 富田誠：佐藤永典[22][24]
- 後藤武史：原田龍二[22][24]

### スタッフ（舞台）
- 原作：志駕晃[22][24]
- 脚本・演出：横内謙介[22][24]